# Nogometni klub Čazma
Il Nogometni klub Čazma, meglio noto come Čazma, è una società calcistica di Čazma, una località nella Regione di Bjelovar e della Bilogora in Croazia.
Fondata nel 1932, nella stagione 2020–21 milita nella 4. NL Bjelovar-Koprivnica-Virovitica, quarta divisione della federazione calcistica della Croazia.
Ha disputato una stagione nella professionistica Druga HNL.

## Storia
Il club viene fondato nel 1932 come Zrinski e fino alla seconda guerra mondiale disputa solo partite amichevoli. La società calcistica viene ricostruito nel 1946 come Borac e dal 1949 entra nelle competizioni ufficiali. In quei primi anni del dopoguerra, la squadra comprendeva Hundrić, Novačić, Puškarić, Pšibl, Gredelj, Lucić, Curiš, Mužinić ed il successivo rappresentante della Dinamo A. Lešnik, e milita principalmente nella Podsavezna nogometna liga Bjelovar (federazione municipale di Bjelovar).

I migliori risultati sono ottenuti nella stagione 1976-77, quando, sotto la guida dell'allenatore L. Papić, vince il torneo della zona di Kutina.

Nel 1991 entra in società la ditta di trasporti Čazmatrans che ne cambia il nome e vi rimane fino alla stagione 1999-00, portando il club fra i professionisti in Druga HNL e costruendo uno stadio nuovo e moderno.

Dopo l'abbandono della Čazmatrans, il club scende nelle leghe regionali.

## Strutture

### Stadio
Il club disputa le partite casalinghe allo Gradski stadion (stadio cittadino).